# Đô la Bermuda
Đô la Bermuda' (ISO 4217 mã: BMD) là một loại tiền tệ của Bermuda. Nó được viết tắt với ký hiệu đô la $ hoặc được viết tắt là BD$ để phân biệt khác với đô la - chỉ tên một loại tiền tệ. Nó có giá trị bằng 100 cent. Đô la Bermuda không dùng cho trao đổi thương mại bình thường bên ngoài Bermuda.

## Khác
- Krause, Chester L. & Clifford Mishler (1991). Standard Catalog of World Coins: 1801-1991 (ấn bản thứ 18). Krause Publications. ISBN 0-87341-150-1.
- Pick, Albert (1994). Standard Catalog of World Paper Money: General Issues. Colin R. Bruce II and Neil Shafer (editors) (ấn bản thứ 7). Krause Publications. ISBN 0-87341-207-9.
- http://www.bma.bm/uploaded/65-News-090309_BMA_Press_Release_New_Banknote_Release_FINAL.pdf Lưu trữ ngày 6 tháng 7 năm 2011 tại Wayback Machine
- http://www.bma.bm/uploaded/Posters.pdf Lưu trữ ngày 18 tháng 7 năm 2011 tại Wayback Machine

## Liên kết
- Bermuda Monetary Authority
- Khái quát về những sự kiện đồng đô la Bermuda (geared về hướng ra du khách nước ngoài)